# ليوسينا
الليوسينا شجرة من الفصيلة البقولية قوية النمو غزيرة المحصول قد يصل ارتفاعها إلى 20 متر وهي شجرة ممتازة للعلف وتغذية الحيوان، فأوراقها تحتوي على نسبة عالية من البروتين الخام (65%). والماشية التي ترعى الليوسينا يزيد إنتاجها للحليب بنسبة 14٪ في المتوسط، وتزيد أيضاً نسبة الدهون ومحتويات البروتين في الحليب. الشجرة لها قيمة غذائية أيضاً إذ تستخدم قرونها كخضار وبذورها كبديل عن القهوة، كما تحمص البذور وتؤكل مثل الفوشار.
يستخدم لحاء الشجرة لتسكين الألم الداخلي. الجذور يستخرج منها مستخلصات تنفع عسر الولادة والطمث، وتستخدم أيضاً كمزيل للشعر.
كذلك تعد اشجار اللويسينا من الاشجار الخشبية المثبتة للنيتروجين في التربة فجذورها تتكافل مع بكتيريا العقد الجذرية
الرايزوبيوم وهي ذات تعقد غزير مع هذه البكتيريا

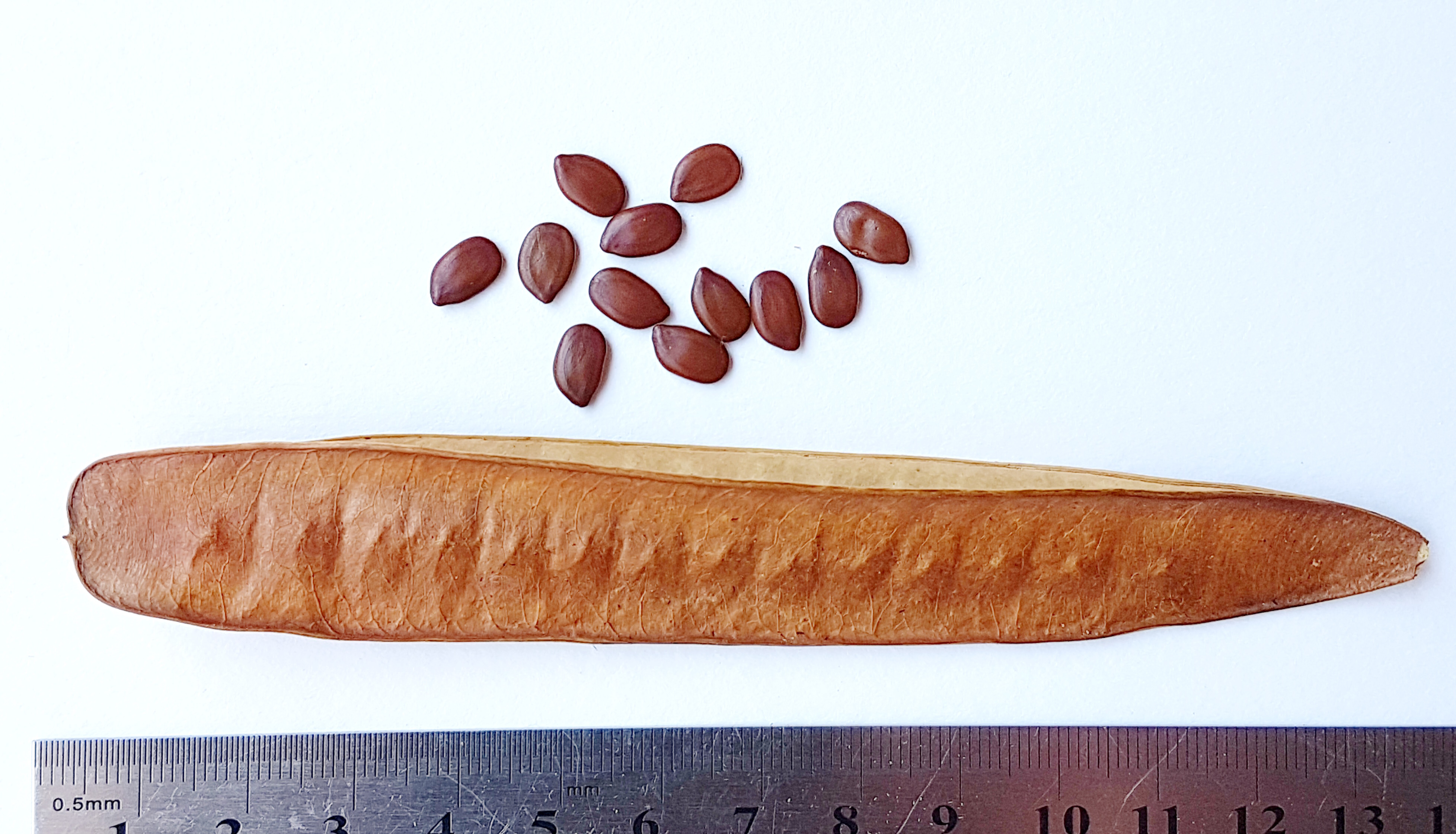
بذور الشجرة وشكل القرن

## معرض صور

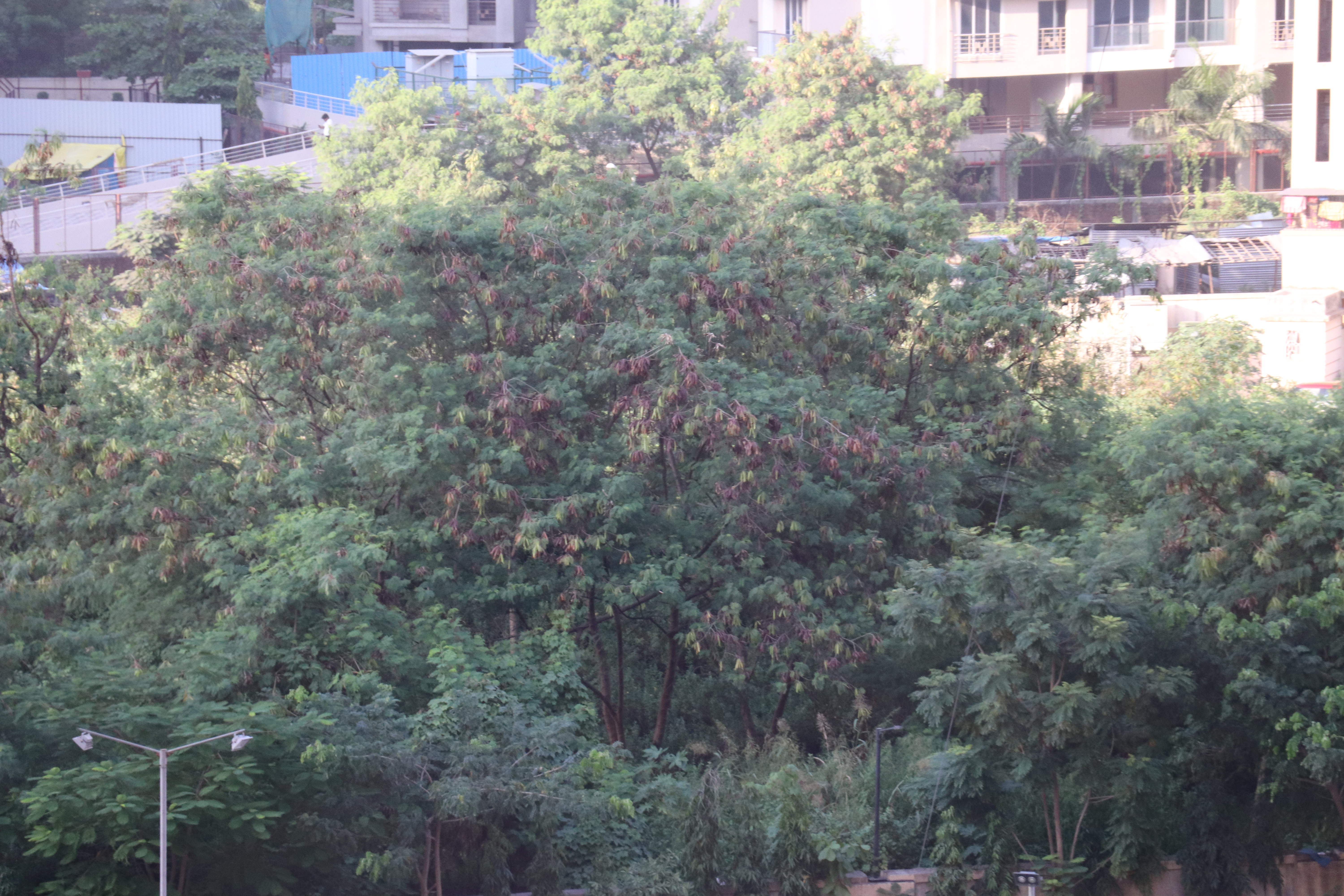
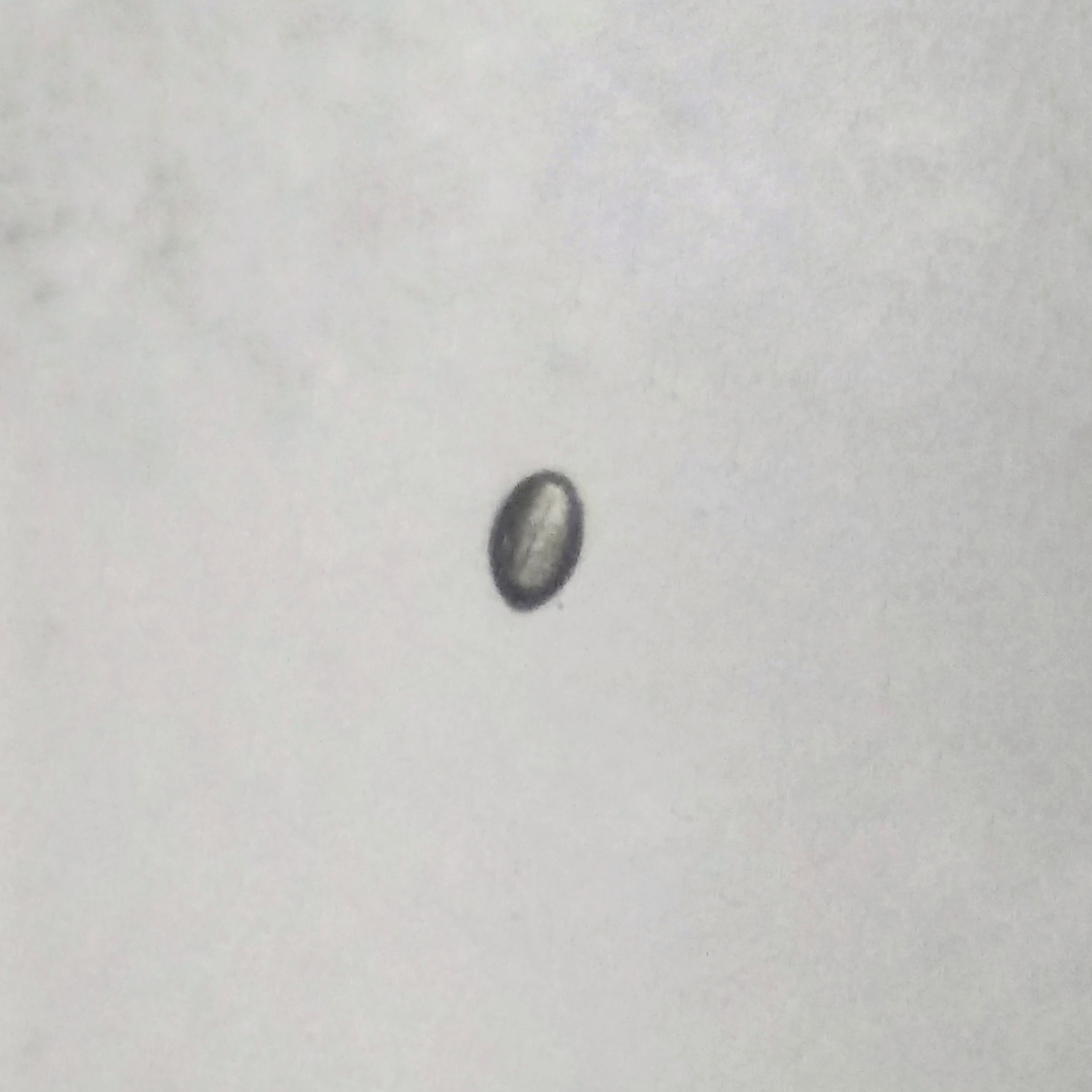
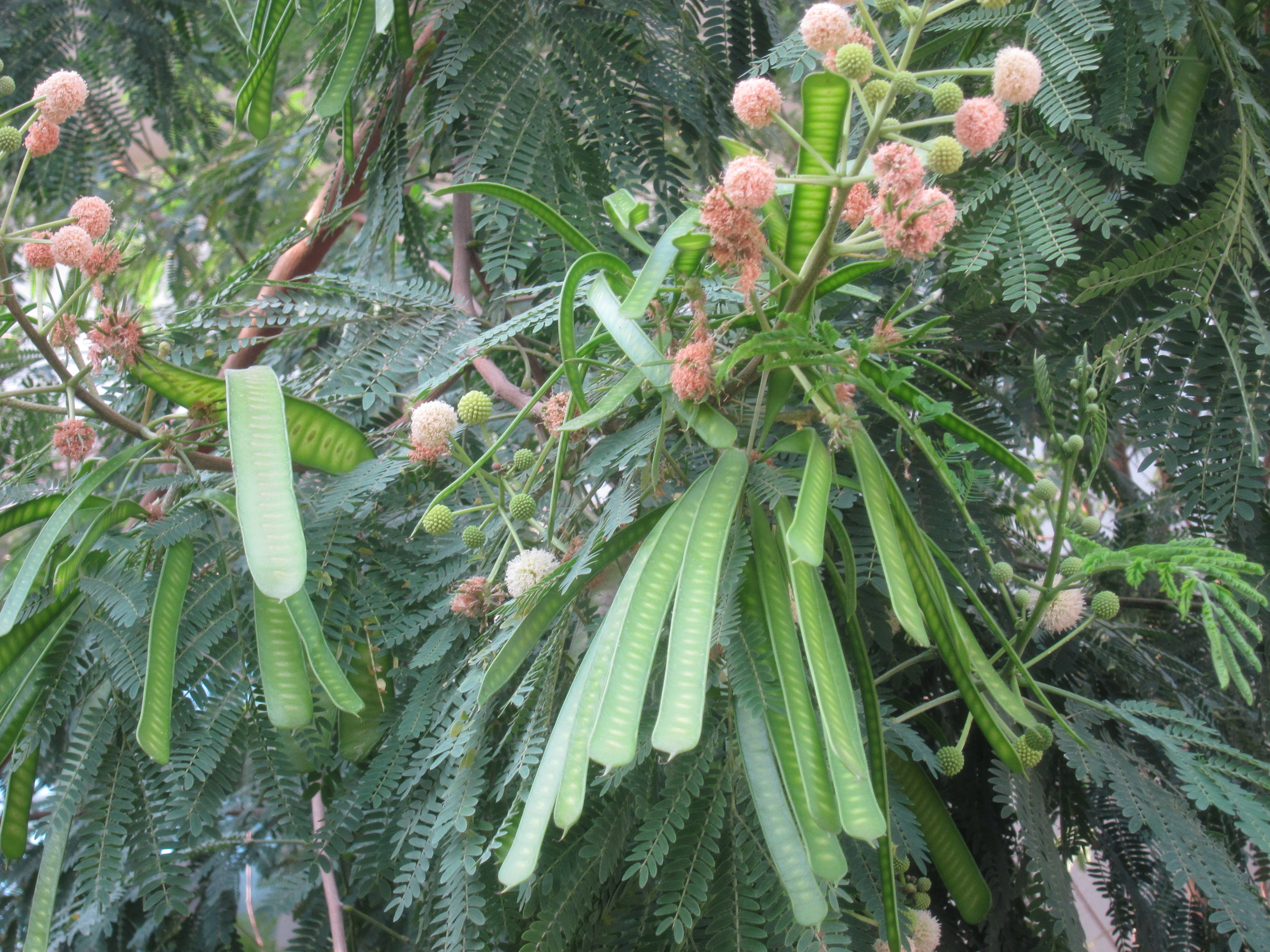
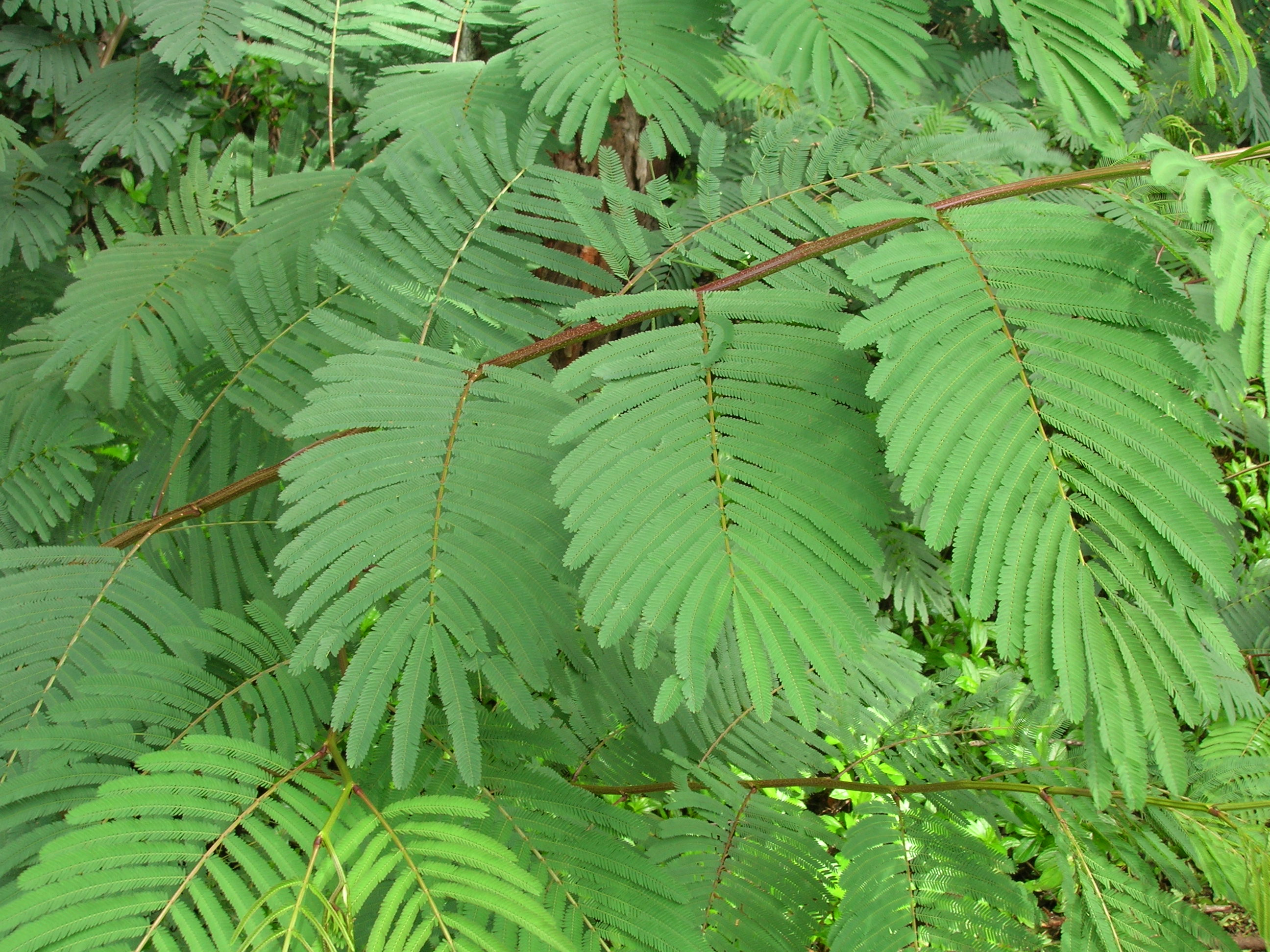